# Herm Johnson
Herm Johnson (ur. 4 marca 1953 roku w Eau Claire, zm. 10 grudnia 2016) – amerykański kierowca wyścigowy.

## Kariera
Johnson rozpoczął karierę w międzynarodowych wyścigach samochodowych w 1975 roku od startów w Amerykańskiej Formule Super Vee Robert Bosch/Valvoline Championship, gdzie odniósł jedno zwycięstwo. Z dorobkiem 38 punktów został sklasyfikowany na ósmej pozycji w końcowej klasyfikacji kierowców. Dwa lata później został wicemistrzem tej serii. W późniejszym okresie Amerykanin pojawiał się także w stawce SCCA National Championship Runoffs Formula Super Vee, USAC Mini-Indy Series, USAC National Championship, CART Indy Car World Series, Indianapolis 500, USAC Gold Crown Championship, IMSA Camel GT Championship oraz IMSA Camel Lights.
W CART Indy Car World Series Johnson startował w latach 1979–1986. Najlepszy wynik Amerykanin osiągnął w 1981 roku, kiedy uzbierane 38 punktów dało mu dziewiętnaste miejsce w klasyfikacji generalnej.